# 鹿児島茶
鹿児島茶（かごしまちゃ）は、鹿児島県で栽培されている茶である。鹿児島県は茶産出額において全国第1位であり、茶生産量においては静岡県に次いで全国第2位である。鹿児島茶の多くは他産地のブレンド用として流通していたが、「緑茶の表示基準」が徹底されてきた最近では、独自ブランドとしての知名度が高くなってきている。

## 生産
最大の栽培地域は南九州市から枕崎市にかけて広がる南薩台地付近であり、県内における茶栽培面積の約40パーセントを占める。そのほか鹿児島市付近の中薩台地、さつま町から霧島市にかけての北薩火山群および霧島山の山裾、志布志市から曽於市にかけての鰐塚山地南西部が主要栽培地域である。
茶畑は大規模化と機械化が進んでおり、平成18年（2006年）における栽培面積は8460ヘクタール、鹿児島県内ではイネ、サツマイモに次ぐ栽培面積を有する。荒茶生産量は23000トンで日本の25.4パーセントを占めているが、大部分は仕上げ加工において他産地の茶にブレンドされ他産地のブランド名を冠して市販される。
このような中にあっても、特に知覧茶と霧島茶は独自のブランドとして認知されている。

## 特徴
栽培される品種は日本茶用として一般的な「やぶきた」に加えて、香りの強い「ゆたかみどり」や色の良い「あさつゆ」などがある。ブレンド用として様々な要求に応えるために多くの品種が栽培されている。
日本茶の収穫や販売の時期は全国的には5月初めからだが、鹿児島県は温暖な気候のため4月前半から「走り新茶」として流通する。特に種子島では3月後半から収穫が可能であり、日本で最も早く出回る「大走り新茶」として知られている。

## 歴史
鹿児島県における茶の栽培は鎌倉時代初期に平家の落人が阿多白川（南さつま市）にもたらしたとする言い伝えがあるが、記録として残っているのは元応年間（1319年から1320年）に宇治（宇治市）から来た寺の住持が吉松（湧水町）の般若寺で栽培したものが最初である。
江戸時代に薩摩藩が茶の栽培を奨励し藩内各地で栽培されるようになった。当時の主な産地は阿久根（阿久根市）から吉松にかけての鹿児島県北部地域が中心であり、主として田の畦や屋敷の生け垣で栽培された。江戸時代後期に編纂された薩摩藩の地誌『三国名勝図会』には阿久根、吉松、都城に産するものが名品とされている。
日本の開国をきっかけとして輸出用茶葉の栽培が盛んになり、特に薩摩半島南部と曽於市付近で多くの茶畑が開墾された。明治初期において粗悪品が流通し問題となったため明治20年（1887年）に鹿児島県茶業組合が結成され品質向上が図られることになった。明治初期から1950年代にかけて紅茶用の茶葉の栽培が試みられたが定着しなかった。その後安価な海外製品に太刀打ち出来ず、苦しい状況に追い込まれ、1960年代に緑茶に転換。
昭和40年（1965年）頃から本格的な増産が行われたが、もともと鹿児島茶の知名度が低かったため単独では市場に受け入れられず、もっぱら静岡茶などの他県産のブレンド用として生産された。昭和60年（1985年）頃から地域ブランドとしての販売戦略が強化されている。
昭和39年（1964年）6月3日に発足した鹿児島県緑茶生産協会が、後に鹿児島県紅茶生産協会と合併して、昭和46年（1971年）に鹿児島県茶生産協会が発足し、昭和47年（1972年）7月1日に社団法人として認可されているが、鹿児島県茶生産協会による事業の一環として、消費者に安全、安心、信頼を与えるため鹿児島県の茶業関係者全体で取り組む茶づくりの運動が「クリーンなかごしま茶づくり運動」として始まった平成5年（1993年）から、かごしま茶というブランド名が用いられるようになった。平成9年（1997年）には、八十八夜にちなみ輝きを8本の光にアレンジした朝日、桜島、茶畑、錦江湾に映る影をイメージしたシンボルマークが、かごしま茶を広くアピールする目的で商標登録され、鹿児島県茶業会議所が定めた標章茶規格基準に合格した茶については、シンボルマークが表示され販売されている。
2000年代以降は需要が拡大するペットボトル飲料用向けに力を注ぎ、年に複数回収穫や平地を生かした機械化による大量生産、官民一体で効率的生産体制の整備やスマート農業の実用化をするなど生産量及び栽培面積を年々増やしている。

## 普及活動
平成22年（2010年）からは、年間を通して全国各地の様々なイベントに出店し、鹿児島茶の入れ方についてのアドバイスや、鹿児島県の郷土菓子1個と急須で淹れた温かい鹿児島茶1杯が楽しめる「煎茶セット」を100円という安価で提供している「かごしま百円茶屋」が行われており、そのシンボルマークも、平成23年（2015年）に商標登録された。
霧島茶のPRを行う霧島市公式ご当地キャラクター・茶ノミコト、知覧茶のPRを行う南九州市公式ご当地キャラクター・お茶むらい、かごしま茶のPRを行う鹿児島県公式ご当地キャラクター・鹿児茶丸（）、かごしま茶の広報活動を行う若い女性の団体・かごしまcha（）ガールも、各地のイベント等で活動している。榎木孝明、哀川翔、桂竹丸、国生さゆり、宮下純一ら、鹿児島県にゆかりのある著名人も、かごしま茶の魅力を全国に紹介する「鹿児島お茶大使」に就任している。
南九州市頴娃町牧之内にある「畑の郷 水土利（）館」や鹿児島市春山町にある「都市農村交流センターお茶の里」では、お茶の手揉み体験なども行っている。また、知覧茶で知られる南九州市では、毎年11月23日に南九州市知覧町で開催されるイベント「知覧茶マルシェ」や、全国の学生とオンラインで日本茶の楽しみ方などを考えフリーマガジンにまとめ配布する「TEA LABO（）」等も行っている。

## 専門店
- すすむ屋茶店（鹿児島、東京）